# Mściciel w masce
Mściciel w masce (ang. Dr. Syn, Alias the Scarecrow) – brytyjski film kostiumowy w reżyserii Jamesa Neilsona z 1963 roku na podst. cyklu powieści Doctor Syn Russella Thorndike’a i Williama Buchanana.

## Fabuła
Anglia, 1775 rok. Brytyjskie władze starają się pochwycić szajkę zamaskowanych przemytników działających w Romney Marsh pod przywództwem bezwzględnego człowieka nazywanego Strachem na Wróble. W rzeczywistości jest to dr Christopher Syn, spokojny wikariusz parafii w Dymchurch, który w masce walczy z uciskiem podatkowym dotykających ubogich. W międzyczasie ścigany jest Amerykanin Simon Bates oskarżony o zdradę i skazany na karę śmierci. Po zdemaskowaniu umyka swym prześladowcom i dociera do plebanii Syna prosząc o azyl.
W swej rezydencji arcywróg Stracha na Wróble, generał Pugh, wyraża obawy związane z rewolucją w brytyjskich koloniach w Ameryce Północnej. Goszczący u niego prawnik sir Thomas Banks i jego dzieci – Kate i John – sympatyzują z rewolucjonistami. Dalszy konflikt Pugha z Banksami narasta, gdy ten prowadzi bezwzględne poszukiwania Stracha na Wróble prowadząc m.in. do podpaleń okolicznych wiosek będących we włościach Banksa. Pugh zgadza się na złagodzenie poszukiwań pod warunkiem, że Banks będzie współpracował w schwytaniu Stracha na Wróble.
Jednym z podejrzanych o współpracę ze Strachem na Wróble jest rolnik Joe Ransley, któremu Pugh daje ultimatum w postaci udzielenia informacji, inaczej trafi do więzienia. Rozmowę podsłuchuje John, należący do bandy Stracha na Wróble, i przekazuje informacje Synowi. Ten odwiedza Ransleyów i wie, że go zdradzą. Nocą przemytnicy Stracha na Wróble przemycają ładunek z Francji, a Ransley z synami ucieka z przemyconymi beczkami, jednak wpada w zasadzkę wojska. Podczas rozprawy sądowej prokurator Fragg obiecuje mu niższy wyrok w zamian za współpracę. Ransley unika więzienia dzięki interwencji Syna oraz zawartości beczek – morskiej wody.
Zakrystian Mipps, jeden z szajki Stracha na Wróble, śledzi Fragga zatrzymującego się u Ransleya w drodze powrotnej do Londynu. Chce go przekonać do współpracy, jednak Ransley obawiający się zemsty ma wątpliwości. Następnej nocy w ruinach zamkowych Fragg oczekuje Ransleya, jednak dopada go Strach na Wróble ze swymi ludźmi. W trakcie sądu kapturowego dowodzi zdrady Ransleya i wiesza go. Przerażony Fragg ucieka, a gdy większość przemytników znika, okazuje się, że Strach na Wróble upozorował śmierć Ransleya, ale rozkazuje mu zmianę miejsca zamieszkania pod groźbą faktycznej śmierci. Syn organizuje mu fałszywy pogrzeb.
Król Wielkiej Brytanii – Jerzy III – udziela reprymendy Pughowi za nieumiejętne postępowanie ze Strachem na Wróble. Wkrótce wojsko ściga jednego z dezerterów. Syn i John odkrywają, że to Harry Banks – starszy brat Johna zaginiony 8 lat temu podczas przymusowego poboru do wojska. Tymczasem podwładny Pugha – porucznik Brackenbury prosi o rękę Kate, jednak Banks nie zgadza się na błogosławieństwo. Harry spotyka się z Batesem ukrywanym przez Syna w kaplicy, jednak nakazuje im ucieczkę. Zostają pochwyceni przez wojsko i osadzeni w lochach Zamku w Dover. Syn i John pod pozorem ostatniej spowiedzi dla skazanych przybywają do Dover, by obmyślić plan uwolnienia więźniów.
Na miejscu Syn tworzy kopię klucza więziennego z woskowego odcisku. Jako Strach na Wróble organizuje swych ludzi, by pozyskiwali Syna i Johna będących na jego usługach. Następnie biją się ze strażnikami więziennymi i w ich mundurach docierają do zamku i z pomocą Brackenbury’ego więźniowie opuszczają jego mury. Strach na Wróble pomaga zorganizować ucieczkę Batesa i Harry’ego, który przed odpływem do Nowego Świata żegna się z rodziną. Pugh musi się mierzyć z kompromitacją, a Brackenbury porzuciwszy pracę w armii jednoczy się z Kate.

## Obsada
- Patrick McGoohan – ks. dr Christopher Syn / Strach na Wróble
- George Cole – zakrystian Mipps / Piekielny Pomiot
- Geoffrey Keen – generał Pugh
- Sean Scully – John Banks / Kulik
- Michael Hordern – sir Thomas Banks
- Eric Flynn – por. Philip Brackenbury
- Jill Curzon – Kate Banks
- Patrick Wymark – Joseph „Joe” Ransley
- Alan Dobie – prokurator Fragg
- David Buck – Harry Banks
- Tony Britton – Simon Bates
- Eric Pohlmann – król Jerzy III
- Percy Herbert – główny dozorca więzienny
- Allan McClelland – drugi dozorca więzienny
- Robert Brown – Sam Farley
- Kay Walsh – pani Waggett
- Gordon Gostelow – Ben
- Bruce Seton – Beadle
- Richard O’Sullivan – George Ransley
- Elsie Wagstaff – pani Ransley
- Mark Dignam – biskup
- Simon Lack – kapral dragonów

## Produkcja
Mściciel w masce był trzecią po Doctor Syn (1937) i Captain Clegg (1962) ekranizacją cyklu o doktorze Synie. Pierwotnie film miał być nakręcony jako 3-częściowy film telewizyjny emitowany w ramach programu Walt Disney’s Wonderful World of Color. Zdjęcia były kręcone w Pinewood Studios w Iver Heath oraz w hrabstwie Kent. Sceny na plaży były kręcone w Camber Sands, a sceny miejskie w Rye. Wedle jednego z producentów, Hugh Attwoolla, ekipa filmowa wykorzystała prawie te same plenery na terenie Romney Marsh, które pojawiły się w filmie z 1937 roku.
Zrujnowane opactwo wykorzystywanego przez generała Pugha było chronionym zabytkiem, dla którego produkcja musiała wzmóc czujność do tego stopnia, że na trawie ułożono deski, aby nie zostały uszkodzone przez konie. Sceny z kościoła parafialnego kręcono w kościele św. Klemensa w Old Romney, zbudowanym w XII wieku. Prosząc o zgodę na filmowanie, ekipa dowiedziała się, że prace remontowe zostały wstrzymane ze względów budżetowych i dlatego zaproponowała wykonanie kilku napraw, m.in. schodów prowadzących na balkon i ławek. Konsultantem ds. produkcji i robót był proboszcz miejscowej parafii dr David Pope. Po zakończeniu zdjęć studio zaoferowało sumę pieniędzy, która pozwoliła na kontynuowanie renowacji. Jednak lokalne władze powiązały dobroczyńcę z The Rank Organisation, ówczesną ekipą filmową Walta Disneya, wykorzystującą studia brytyjskiej firmy jako zaplecze.
Piosenkę tytułową wykonał Terry Gilkyson.

## Premiera
Mściciel w masce miał oficjalną premierę w Londynie 12 grudnia 1963 roku w podwójnym pokazie z Mieczem w kamieniu, z kolei w Stanach Zjednoczonych, jak oryginalnie planowano, miał premierę w telewizji 9, 16 i 23 lutego 1964 roku jako 52-minutowe odcinki Walt Disney’s Wonderful World of Color na kanale NBC. W latach 70. produkcja została ponownie zmontowana do 95 minut na potrzeby amerykańskiej kinowej premiery, która odbyła się 21 listopada 1975 roku w podwójnym seansie z Królewną Śnieżką i siedmiu krasnoludków lub Wyspą skarbów.
Film, w wersji brytyjskiej, ukazał się w Polsce w październiku 1966 roku i był dystrybuowany z dokumentem Pieniński Park Narodowy produkcji WFO z 1965 roku.

## Odniesienia w kulturze popularnej
Strach na Wróble, superzłoczyńca z komiksów DC Comics, w interpretacji amerykańskiego rysownika Tima Sale’a jest inspirowany kostiumem doktora Syna z filmu.